# 데니스 다비도프

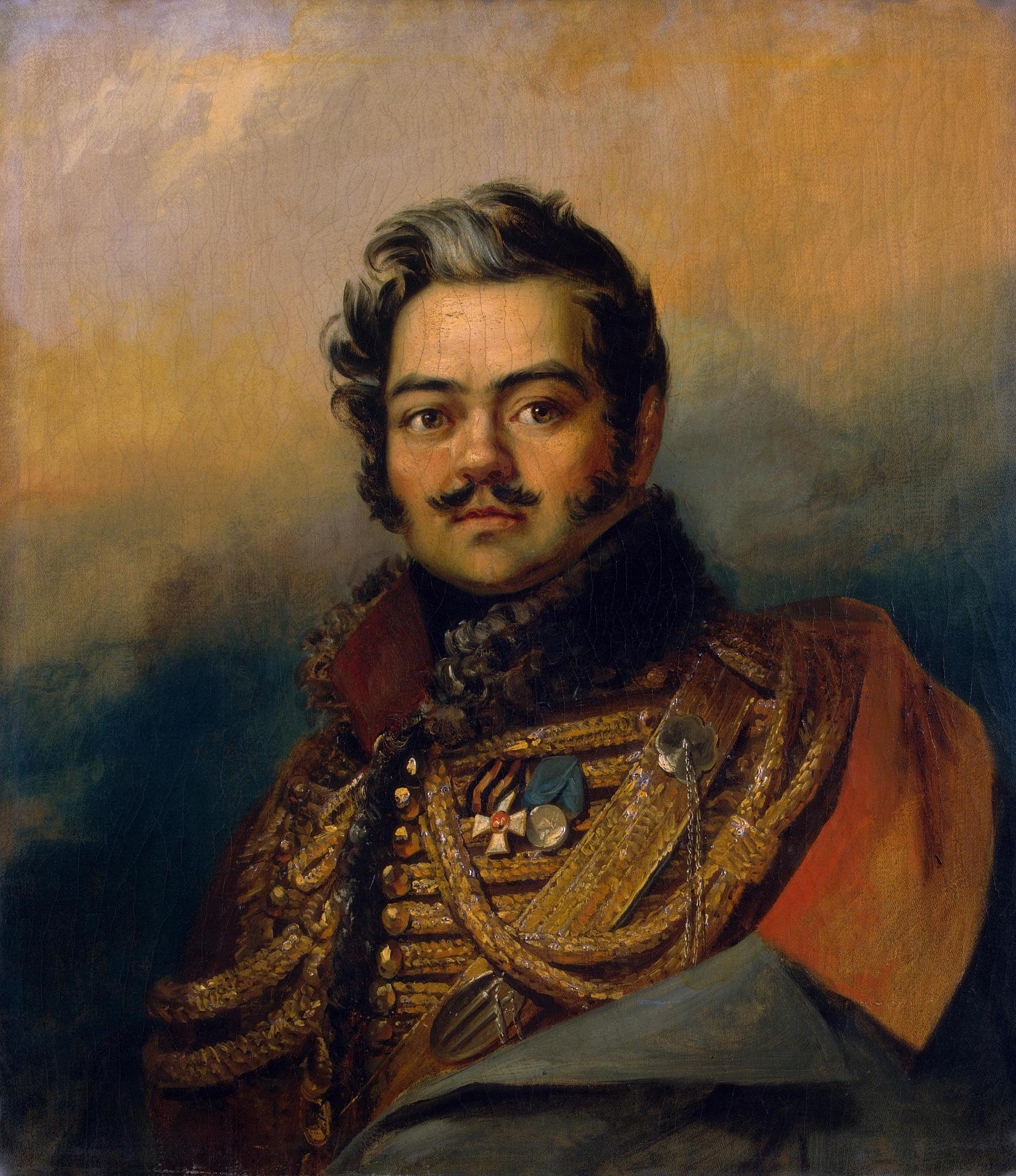

데니스 다비도프(Дени́с Васи́льевич Давы́дов, 1784년 7월 27일 ~ 1839년 5월 4일)는 나폴레옹 전쟁 당시의 러시아의 병사-시인으로, 쾌락주의와 허세를 특징으로 하는 후사르 시집 장르를 발명하였다. 자신의 삶속 사건들을 사용하여 이러한 시들을 묘사했다. 나폴레옹 보나파르트에 대항한 1812년 러시아 원정 전쟁의 유격전을 제안했다.

## 참고 자료
- Davidov, Denis (1999). 《In the Service of the Tsar Against Napoleon, 1806–1814》. Greenhill Books. ISBN 1-85367-373-0.
- Zamoyski, Adam (1980). 《Moscow 1812: Napoleon's Fatal March》. ISBN 9780061075582. 2021년 3월 29일에 확인함.